# Jan Novotný (herec)
Jan Novotný (* 25. září 1953 Tábor) je český herec a divadelní režisér.
Po absolvování DAMU (1979) působil v Západočeském divadle v Chebu (1979–1980), Klicperově divadle v Hradci Králové (1980–1984) a pražských divadlech S. K. Neumanna (1984–1988), Realistickém divadle Zdeňka Nejedlého (1988–1990) a Divadle Na zábradlí (1990–1993). Od srpna 1993 do září 2016 byl členem Činohry Národního divadla. 
Působí též jako divadelní režisér (Strašnické divadlo) a pedagog na Pražské konzervatoři.

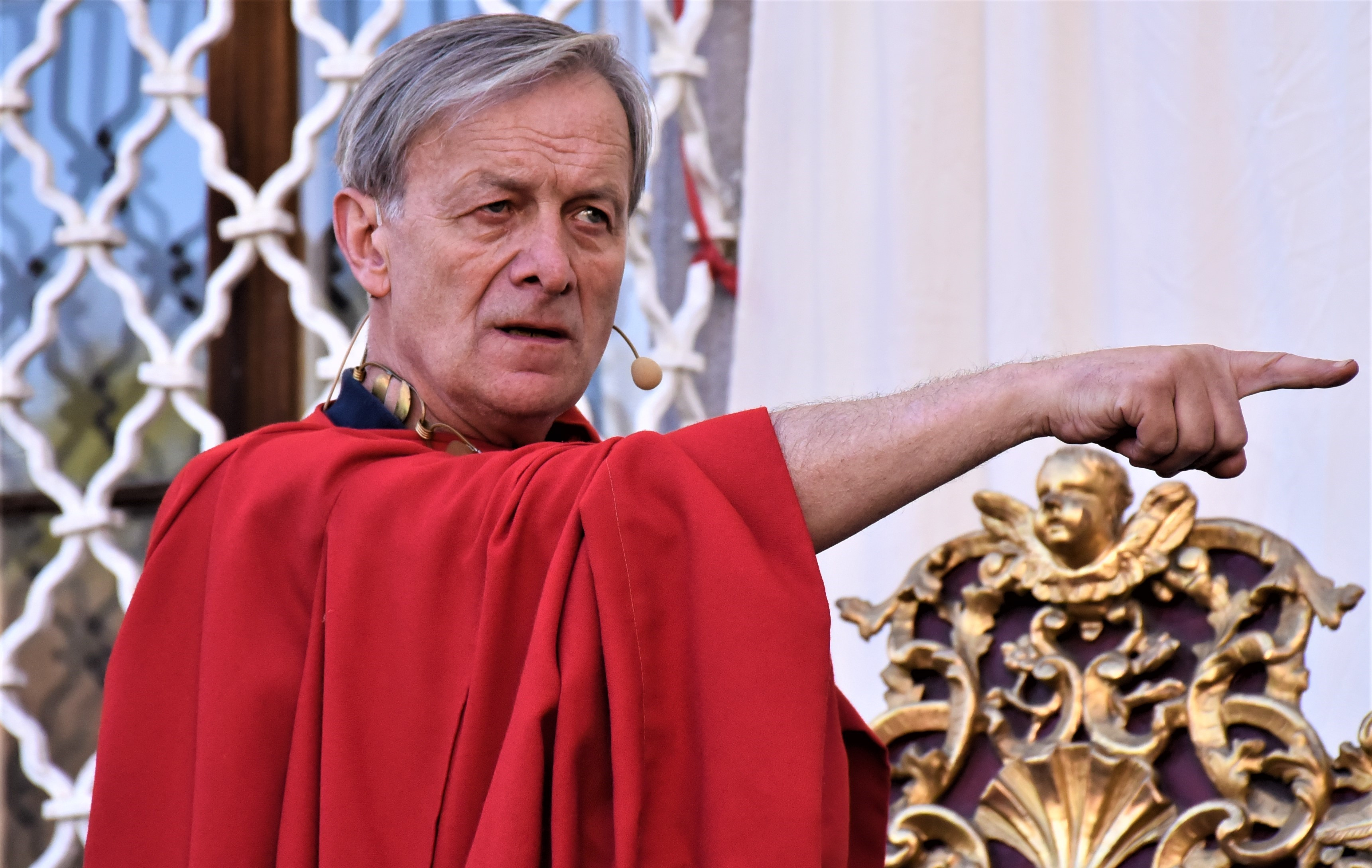
V roli Piláta Pontského v Pašijové hře, rež. Oldřich Vlček, Zbraslav, 2019

Vedle divadelních rolí vystupoval ve více než 35 televizních filmech a seriálech a několika studentských i celovečerních filmech. Věnuje se také dabingu.

## Rozhlasové role
- 1993 Graham Greene: Lidský faktor, role: podřízený pracovník britské zpravodajské služby, režie: Jan Berger.
- 1995 Jan Neruda Figurky, Rozhlasová komedie na motivy stejnojmenné povídky ze sbírky Povídky malostranské, role: Morousek
- 2001 Ernest Hemingway: Můj táta. Povídka, četl Jan Novotný. Překlad: Radoslav Nenadál, režie: Vlado Rusko